# Список умерших в 797 году

## Февраль
- 6 февраля — Доннхад Миди, король Миде (766—797) и верховный король Ирландии (771/778—797).

## Август
- 19 августа — Константин VI Слепой (26), византийский император (780—797).

## Ноябрь
- 1 ноября — Абдуллах ибн аль-Мубарак, мусульманский богослов и хадисовед.

## Дата смерти неизвестна или требует уточнения
- Бермудо I, король Астурии (789—791).
- Маурицио Гальбайо, 7-й венецианский дож (764—797).
- Куммасках мак Фогартайг, король Лагора (Южной Бреги) (786—797).
- Сибавейхи, арабский филолог, представитель басрийской языковедческой школы.
- Тисонг Децэн, 38-й цэнпо (царь) Тибета (755—797).